# Mistrovství světa v ledním hokeji 2007 (Divize III)
Mistrovství světa v ledním hokeji (Divize III) probíhalo ve dnech 15. dubna–21. dubna 2008 v irském městě Dundalk.

## Skupina
| Poř. | Tým          | Z              | V              | VP             | PP             | P              | Skóre          | B              |                |
| ---- | ------------ | -------------- | -------------- | -------------- | -------------- | -------------- | -------------- | -------------- | -------------- |
| 1.   | Nový Zéland  | 4              | 4              | 0              | 0              | 0              | 29:6           | 12             |                |
| 2.   | Irsko        | 4              | 2              | 1              | 0              | 1              | 20:8           | 8              |                |
| 3.   | Lucembursko  | 4              | 2              | 0              | 1              | 1              | 21:15          | 7              |                |
| 4.   | Jižní Afrika | 4              | 1              | 0              | 0              | 3              | 17:16          | 3              |                |
| 5.   | Mongolsko    | 4              | 0              | 0              | 0              | 4              | 3:45           | 0              |                |
| 6.   | Arménie      | Odvolána účast | Odvolána účast | Odvolána účast | Odvolána účast | Odvolána účast | Odvolána účast | Odvolána účast | Odvolána účast |

 Irsko -  Mongolsko 11:0 (2:0, 7:0, 2:0)
15. dubna - Dundalk
 Jižní Afrika -  Lucembursko 2:5 (1:1, 0:1, 1:3)
15. dubna - Dundalk
 Lucembursko -  Mongolsko 10:1 (4:0, 3:0, 3:1)
16. dubna - Dundalk
 Nový Zéland -  Irsko 4:2 (0:1, 1:1, 3:0)
16. dubna - Dundalk
 Mongolsko -  Jižní Afrika 1:14 (0:2, 1:5, 0:7)
18. dubna - Dundalk
 Lucembursko -  Nový Zéland 3:8 (0:1, 1:5, 2:2)
18. dubna – Dundalk
 Mongolsko -  Nový Zéland 1:10 (0:3, 0:2, 1:5)
19. dubna - Dundalk
 Jižní Afrika -  Irsko 1:3 (1:1, 0:1, 0:1)
19. dubna - Dundalk
 Nový Zéland -  Jižní Afrika 7:0 (2:0, 3:0, 2:0)
21. dubna - Dundalk
 Irsko -  Lucembursko 4:3sn (0:0, 2:3, 1:0, 0:0)
21. dubna - Dundalk